# Bilancio di Sverdrup
Il bilancio di Sverdrup, o relazione di Sverdrup, è una correlazione teorica tra lo stress esercitato dal vento sulla superficie dell'oceano e il trasporto verticalmente integrato lungo i meridiani (direzione nord-sud) dell'acqua oceanica.

## Sviluppo storico
In aggiunta al moto oscillatorio associato al flusso mareale, ci sono altre due cause primarie per i flussi oceanici su vasta scala: 
1. la circolazione termoalina, che provoca il movimento introducendo variazioni superficiali della temperatura e della salinità, e di conseguenza della densità dell'acqua marina,
2. il forcing causato dal vento.

Negli anni 1940, l'oceanografo norvegese Harald Sverdrup che stava valutando come calcolare le caratteristiche più importanti della circolazione oceanica, decise di prendere in considerazione solo la componente di stress del forcing del vento perché, come spiegò nella sua pubblicazione in cui introdusse la relazione poi detta di Sverdrup, questa è probabilmente la più importante delle due. Dopo aver fatto l'assunzione che la dissipazione legata all'attrito è trascurabile, Sverdrup ottenne il semplice risultato che il trasporto meridiano di massa (il trasporto di Sverdrup) è proporzionale al rotore dello stress del vento. Questa è nota come relazione di Sverdrup e ha la seguente forma:
{\displaystyle V={\hat {\mathbf {k} }}\cdot {\frac {\nabla \times \mathbf {\tau } }{\beta }}}.
dove
{\displaystyle \beta } è il tasso di variazione del parametro di Coriolis, f, con la distanza meridionale;
V è il trasporto di massa verticalmente integrato lungo i meridiani, includendo il trasporto interno di massa geostrofico e il trasporto di massa di Ekman;
{\displaystyle \tau } è vettore di stress del vento

## Interpretazione fisica
Il bilancio di Sverdrup può essere considerato una relazione di consistenza in cui il flusso è dominato dalla rotazione terrestre. Un tale flusso è caratterizzato da una velocità di rotazione bassa in confronto a quella terrestre.
Una particella in quiete rispetto alla superficie della terra possiede una rotazione in linea con quella della terra sottostante. Se dal polo nord terrestre si guarda verso sud, tale rotazione è antioraria, e viene definita rotazione positiva o vorticità. Al polo sud la rotazione è in senso orario e viene definita negativa. Pertanto per muovere una particella di fluido da sud a nord senza metterla in rotazione, è necessario impartire una rotazione positiva tale da mantenerla in linea con la rotazione terrestre.
La parte sinistra dell'equazione di Sverdrup rappresenta il moto richiesto per mantenere la corrispondenza tra la vorticità assoluta della colonna d'acqua e la vorticità planetaria, mentre la parte destra rappresenta la forza del vento.

## Formulazione matematica
La relazione di Sverdrup può essere derivata dall'equazione linearizzata per la vorticità barotropica per il moto inerziale:
{\displaystyle \beta v_{g}=f\,\partial {w}/\partial {z}\ }.
dove {\displaystyle v_{g}} è la componente geostrofica dell'asse y (diretta verso nord) in un sistema cartesiano, mentre {\displaystyle w} è la componente sull'asse z (diretta verso l'alto) della velocità dell'acqua. In pratica l'equazione indica che quando una colonna d'acqua viene compressa, si muove verso l'equatore, mentre se viene stirata si muove verso il polo.
Assumendo, come fatto da Sverdrup, che c'è un livello al di sotto del quale il moto cessa, l'equazione di vorticità può essere integrata da questo livello fino alla base dello strato di Ekman, ottenendo:
{\displaystyle \beta V_{g}=f\rho w_{E}\ },
dove {\displaystyle \rho } è la densità dell'acqua marina, {\displaystyle V_{g}} è il trasporto di massa geostrofico in senso meridiano e {\displaystyle w_{E}} è la velocità verticale alla base dello strato di Ekman.
La forza collegata alla velocità verticale {\displaystyle w_{E}} è il trasporto di Ekman, che nell'emisfero nord è alla destra dello stress del vento e alla sinistra nell'emisfero sud. Così un campo di stress con un rotore positivo porta a una divergenza di Ekman (convergenza nel caso di rotore negativo), per cui nuova acqua deve risalire dalle profondità per rimpiazzare il vecchio strato di Ekman. L'espressione per questa velocità legata al pompaggio di Ekman è:
{\displaystyle \rho w_{E}={\hat {\mathbf {k} }}\cdot (\nabla \times (\tau /f))\ },
la quale, se combinata con la precedente equazione e con l'aggiunta del trasporto di Ekman, diventa la relazione di Sverdrup.